# کارل استورمر
کارل استورمر (انگلیسی: Carl Størmer; ۳ سپتامبر ۱۸۷۴ – ۱۳ اوت ۱۹۵۷) دانشمند در زمینه نظریه اعداد اهل نروژ بود.